# SALM EN KIPP
SALM EN KIPP is een Nederlandse leverancier van laboratoriumapparatuur.

## Geschiedenis
De heer G.B. Salm was er aan het eind van de 19de eeuw van overtuigd dat het wetenschappelijk onderzoek in de 20ste eeuw een explosieve groei zou doormaken. Daarop besloot hij in 1898 tot de oprichting van een firma in laboratoriumapparatuur. Deze zou uitgroeien tot het hedendaagse SALM EN KIPP, een onafhankelijke Nederlandse leverancier van laboratoriumapparatuur uit landen in Europa, Noord-Amerika en Azië. Haar afzetmarkt bestaat uit ziekenhuizen, universiteiten, industrie, en onderzoeksinstituten. De firma is gevestigd in Breukelen in de provincie Utrecht.
Op 1 oktober 1898 opende G.B. Salm een magazijn van wetenschappelijke instrumenten in een pand aan de Reguliersbreestraat 31 te Amsterdam. In hetzelfde gebouw was op de begane grond een van de eerste winkels van Vroom & Dreesmann gevestigd, toen bekend onder de naam “Magazijn De Zon”.
Al spoedig bleek dat de heer Salm zich niet had vergist in de toename van wetenschappelijk onderzoek. Zijn moderne opvattingen over wat wij nu marketing, planning en klantenservice noemen, hadden tot resultaat dat zijn magazijn steeds groter werd en een steeds grotere naamsbekendheid verwierf in de laboratoriumwereld. De ruimte was daarom al gauw te klein en het personeelsbestand moest worden uitgebreid. Er werd besloten te verhuizen naar een groter pand aan de Keizersgracht te Amsterdam.
In 1931 deelde directeur Ankersmit van de firma Kipp te Delft mee dat de handelsafdeling van de N.V. steeds meer verlies opleverde en deed een voorstel aan de firma Salm om deze te kopen. De onderhandelingen resulteerden uiteindelijk in een samengaan onder de naam N.V. Vereenigde Instrumenthandel G.B. Salm & P.J. Kipp en Zonen, wat veel later zou overgaan in de huidige B.V. Verenigde Instrumenthandel Salm & Kipp.
Hoe fraai de historische panden aan de Keizersgracht ook waren, de parkeerproblemen en moeilijkheden bij laden en lossen dwongen SALM EN KIPP ertoe in 1972 weer te verhuizen. Ditmaal naar de Merwedeweg 5 in Breukelen, waar het bedrijf nu nog steeds is gevestigd.

## Belangrijke jaren
- 1898: Oprichting van magazijn van wetenschappelijke instrumenten door G.B. Salm aan de Reguliersbreestraat 31 te Amsterdam.
- 1910: Verhuizing naar Keizersgracht 642-644 te Amsterdam.
- 1910: Exclusieve vertegenwoordiging van Carl Zeiss-microscopen verworven.
- 1915: Gedurende de Eerste Wereldoorlog schonk de firma een röntgenapparaat aan de Nederlandse Regering ter completering van de ambulancetrein die door haar werd samengesteld.
- 1920: Op 21 oktober overleed Gerlof Bartholomeüs Salm op de leeftijd van 55 jaar.
- 1925: De eerste auto werd gekocht, maar “…de meerdere bezoeken leiden nog niet direct tot meerdere bestellingen.”
- 1932: Overname van de firma Kipp voltooid.
- 1948: 50-jarig bestaan.
- 1955: Fysische afdeling krijgt eigen functionaris vanwege de grote groei van met name producten van Beckman Instruments uit Amerika.
- 1956: Extra pakhuis aan de Brouwersgracht te Amsterdam.
- 1958: Oprichting Coöperatieve Vereniging Centraal Magazijn voor kleine artikelen, samen met Beun de Ronde en Marius.
- 1968: Beckman Instruments beëindigt contract en gaat zelfstandig verder.
- 1971: Overname van Berg & Burg N.V.
- 1972: Ingebruikname van het pand aan de Merwedeweg 5 in Breukelen.
- 1980: Uitbreiding bedrijfspand.
- 1984: Oprichting van een nieuwe B.V. Laméris Laboratorium B.V. in samenwerking met  Laméris Instrumenten B.V. De nieuwe B.V. werd gevestigd in het pand van Salm en Kipp.
- 1984: Aandelen Centraal Magazijn verkocht.
- 1988: Officiële opening van het uitgebouwde en gerenoveerde bedrijfspand door de burgemeester van Breukelen.
- 1989: B.V. verenigde Instrumenthandel Salm & Kipp (SALM EN KIPP) verwerft alle aandelen Laméris Laboratorium B.V.
- 1995: De aandelen komen in handen van Salm en Kipp Beheer.
- 1998: Viering van het 100-jarig bestaan.
- 2006: Exclusieve vertegenwoordiging van MBraun handschoenkasten verworven voor de Benelux.
- 2021: Overname van Instrument Solutions Benelux BV door Salm en Kipp Beheer.